# كوري غراهام
كوري غراهام (بالإنجليزية: Corey Graham)‏ هو لاعب كرة قدم أمريكية أمريكي، ولد في 25 يوليو 1985 في بوفالو في الولايات المتحدة.

## وصلات خارجية
- كوري غراهام على موقع مرجع كرة القدم المحترفة.كوم (الإنجليزية)